# Il più grande eroe di tutti
Il più grande eroe di tutti (The Greatest Hero of Them All) è un arco narrativo a fumetti pubblicato dalla DC Comics su Superman (vol. 2) n. 8, in Action Comics n. 591 e Legion of Super-Heroes (vol. 3) n. 37-38, da agosto a settembre 1987. Venne scritto da Paul Levitz e John Byrne, e illustrato da Byrne, Greg LaRocque e Mike DeCarlo. La storia fu il primo tentativo della DC Comics di correggere le inconsistenze nella storia della Legione dei Super-Eroi create quando il Superboy originale venne rimosso dalla continuity principale dell'Universo DC nella miniserie Man of Steel. A seguito delle miniserie Ora zero - Crisi nel tempo e Crisi infinita, la storia non fa più parte della continuity ufficiale.

## Trama
Cosmic Boy e la sua ragazza Night Girl, membro della Legione degli Eroi Sostituti, tornano nel XXX secolo, dopo un viaggio sulla Terra del XX secolo, dove vennero attaccati dal Time Trapper. Scoprirono che la storia era stata alterata in quanto Superman, durante l'adolescenza on era mai stato Superboy,. Brainiac 5, Ultra Boy, Sun Boy, Cosmic Boy, Night Girl, Blok, Invisible Kid (Jacques Foccart) e Mon-El salirono in una Bolla Temporale così da intercettare la "Tendina di Ferro" del Trapper per arrivare alla sua Cittadella alla Fine del Tempo. Tuttavia, il Trapper li reindirizzò verso la Smallville del XX secolo, in Kansas, casa di Superboy. Molti dei Legionari tentarono di integrarsi nella città indossando vestiti tipici dell'epoca quando furono riconosciuti da Pete Ross, migliore amico di Superboy e Legionario onorario. Dopo che Pete si rivolse a Superboy salvando Smallville da "cieli rossi" e da un muro di energia, i Legionari giunsero al Kent General Store, dove Mon-El e Ultra Boy si riunirono a Jonathan e Martha Kent. Più tardi quella stessa sera, Superboy, come Clark Kent, giunse alla fattoria. Sorprese i Legionari utilizzando il proiettore della Zona fantasma per congelarli in stasi temporale. Intuendo che qualcosa mancava, Pete localizzò i Legionari rimanenti, che entrarono nella Bolla e fuggirono nella linea temporale, non appena Superboy giunse per attaccarli.
Appena un decennio dopo, Brainiac 5, Sun Boy, Blok e Invisible Kid arrivarono a Smallville, attirarono quasi immediatamente l'attenzione di Superman. I Legionari lo attaccarono, chiamando occasionalmente Superboy. Tuttavia, Superman non li riconobbe, e non conosceva nessuno che si chiamasse Superboy, ad eccezione di Superboy-Prime, che non si fece vedere fin dalla Crisi. Quando Superman fece notare che non ricordava affatto di aver incontrato la Legione fino a quel giorno, divenne palese che era un individuo separato dal Ragazzo d'Acciaio. Improvvisamente arrivò Superboy, che piazzò i Legionari in stasi temporale e fece ritornò alla sua epoca. Superman lo seguì, riuscendo a malapena a stare dietro alla velocità del ragazzo. Intanto dalla sua Cittadella, il Time Trapper osservava l'evolversi degli eventi, ricordandosi perfino quando creò un "universo in miniatura", con una sua Terra, un suo Krypton e un suo Kal-El. In questo mini-universo, Kal-El divenne Superboy all'età di otto anni, e fu in questo universo che indirizzò la Legione quando viaggiarono nel tempo.
Nell'universo in miniatura Superman incontrò Pete Ross e i Kent, ma fu attaccato da Superboy. Jonathan Kent tentò di fermare Superman esponendolo a numerose forme di kryptonite, ma furono tutte inefficaci poiché Superman proveniva da un universo parallelo. Tuttavia, Superman dedusse presto che Superboy si stava trattenendo, dando a Superman l'opportunità di vincere il loro scontro. Superboy e la Legione partirono al salvataggio degli altri Legionari e affrontare così Time Trapper. Lasciarono però Superman indietro, presi dal terrore delle conseguenze per la storia se fosse rimasto ucciso o se non fosse stato possibile per lui ritornare.
Superboy spiegò ai Legionari che Time Trapper protesse la Terra dalla distruzione durante la Crisi nella sua epoca, e promise di mantenerla al sicuro in cambio dell'aiuto di Superboy nella sconfitta della Legione. Quando scovarono Trapper, ingaggiarono una battaglia contro di lui, rompendo accidentalmente la macchina che proteggeva la Terra in miniatura dagli effetti della Crisi. Con il ritorno dei cieli rossi e dell'antimateria, e l'incapacità di Brainiac 5 di riparare il macchinario, Superboy rimediò all'unità danneggiata schermandola con il suo corpo. Lo stratagemma funzionò e la Terra si salvò, ma il Ragazzo d'Acciaio rimase gravemente ferito. Dato che Time Trapper rese pericolosamente insicuro il viaggio temporale, Superboy fece tornare la Legione al XXX secolo, portando da solo la Bolla Temporale. Poco dopo il loro arrivo, Superboy morì tra le braccia di Mon-El. L'intera Legione pianse il suo trapasso, ricordandolo come "il più grande eroe di tutti".

## Conseguenze

### Superman
Dopo la scomparsa di Superboy dalla Terra dell'Universo in miniatura, il Lex Luthor di quel mondo venne ingannato nel rilascio dei criminali kryptoniani: Generale Zod, Quex-Ul e Zaora dalla Zona fantasma. Tutti loro procedettero nella devastazione del pianeta, uccidendo persino l'intera popolazione. Essendo stati convocati nell'universo originale da Luthor e Supergirl, Superman giustiziò i killer genocidi utilizzando la kryptonite verde, e portò Supergirl con sé sulla sua Terra.

### La Legione dei Super-Eroi
Mentre l'intera Legione commemorava la morte di Superboy, quattro membri erano particolarmente infuriati: Saturn Girl, Brainiac 5, Mon-El e Duo Damsel. I quattro organizzarono una cospirazione segreta al fine di attaccare e distruggere Time Trapper alla Fine del Tempo. Con l'assistenza di Rond Vidar, ci riuscirono appena. Tuttavia, rimase ucciso il terzo corpo di Duo Damsel, che rimase con un corpo solo.

## Continuity

### The Man of Steel
Quando la DC Comics decise di rinnovare il mito di Superman come conseguenza alla Crisi sulle Terre infinite, questo venne rilanciato dalla serie limitata di John Byrne, Man of Steel. Secondo questa nuova cronologia, Clark Kent non inizia la sua carriera da supereroe in costume, fino al raggiungimento della maggiore età. Questa versione creò una maggiore inconsistenza nella storia della Legione, non solo per l'adesione di Superboy alla Legione da adolescente, ma anche come primaria ispirazione per la fondazione della Legione stessa. Al fine di risolvere questa discrepanza e preservare più storia della Legione possibile, fu realizzata la storia "Il più grande eroe di tutti", stabilendo che Superboy era un essere di un universo alternativo, e che la Legione non aveva mai fatto visita all'universo di continuità principale come visto nella continuità post-Crisi.

### Rimozione dalla Superman family
Infine, gli editori della DC decisero che la connessione tra Superman e la Legione dovesse essere completamente rimossa. Gli scrittori della Legione Keith Giffen, Tom e Mary Bierbaum e Al Gordon rividero tutta la storia della squadra, come il rimpiazzo di Time Trapper con la sua ex sottoposta Glorith. In questa nuova linea temporale Lar Gand divenne una leggenda intergalattica del XX secolo, adottando il nome di Valor invece di Mon-El. Glorith avrebbe poi bandito Valor imprigionandolo per 1000 anni nella Zona fantasma, ora ribattezzata Zona Cuscinetto Bgztl. A causa di tali cambiamenti, la storia "Il più grande eroe di tutti" venne resa non-canonica.
Nel 1994 la DC pubblicò la serie limitata Ora zero - Crisi nel tempo, come mezzo di risoluzione di numerosi paradossi nella linea temporale della DC. Successivamente, la continuità della Legione fu completamente rinnovata, e la squadra post-Ora Zero presentata non aveva nessuna connessione con Superman o Superboy, e di nuovo con Valor come ispirazione del gruppo. Un altro aggiornamento nel 2004 introdusse una terza versione della Legione ispirata dagli eroi in costume del XX secolo, ma non da Superman in particolare.

### Post-Crisi infinita
Un altro importante rinnovamento per la continuity della DC avvenne con la serie Crisi infinita, tra i cambiamenti risultanti nella ricostituzione della storia della Legione pre-Crisi. Ancora una volta, Superman è l'eroe leggendario, di ispirazione alla Legione. Come nelle storie originali della Legione, i tre membri fondatori viaggiarono indietro nel tempo per invitare l'adolescente Clark Kent ad unirsi alla squadra. Tuttavia, utilizzò il nome di Superboy solamente nel XXXI secolo come membro della Legione, e la sua carriera di supereroe nel XXI secolo non iniziò finché non divenne adulto.

## Raccolte
Questa storia fu inclusa in una raccolta in volume cartonato, Superman: The Man of Steel, vol. 4 (ISBN 1-401-20455-4).